# 긴장성 두통

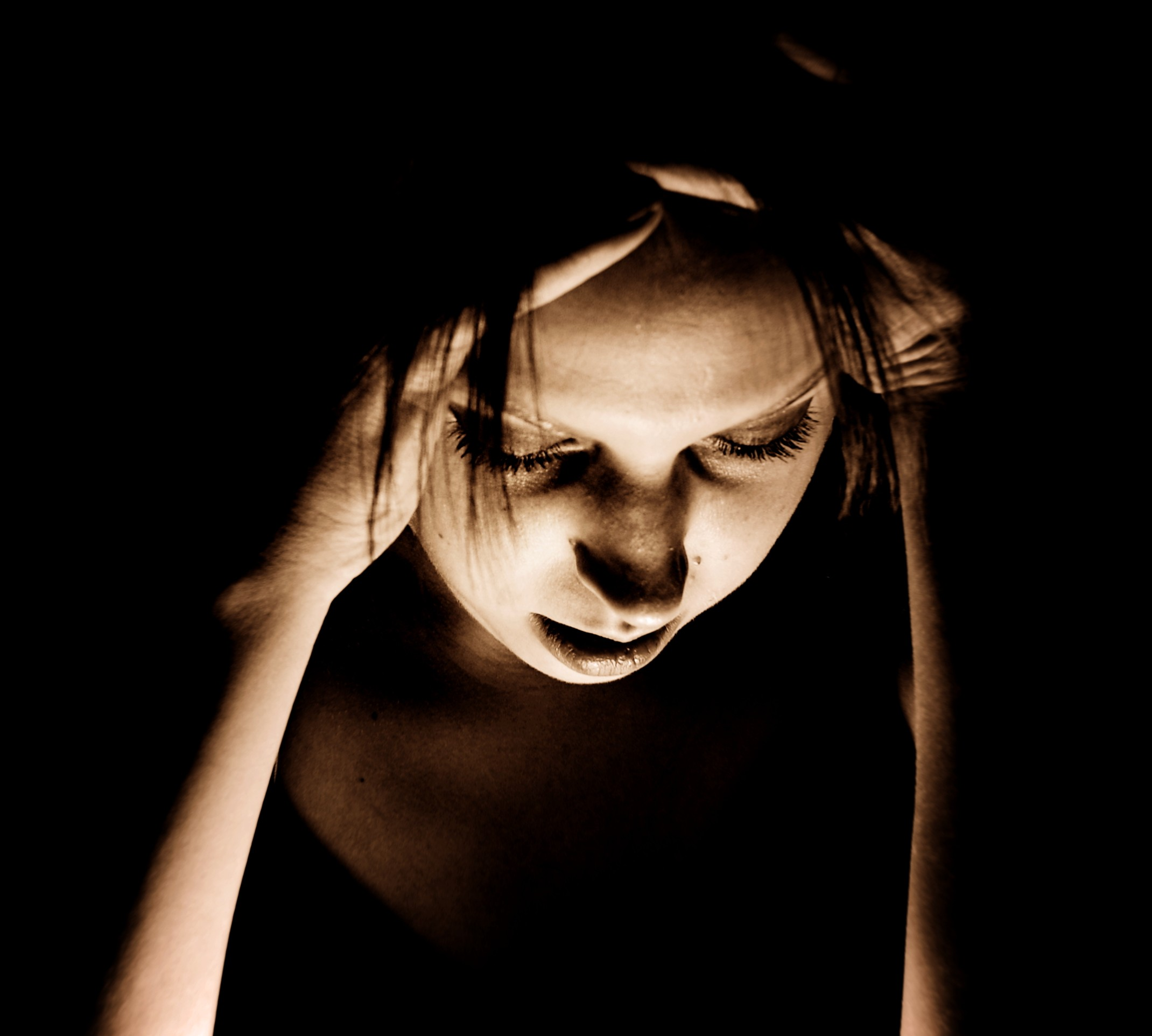

긴장성 두통은 흔한 유형의 원발성 두통이다. 통증은 머리 뒤쪽, 목, 눈 또는 일반적으로 머리의 양쪽에 영향을 미치는 신체의 다른 근육 그룹에서 방사될 수 있다. 긴장형 두통은 전체 두통의 거의 90%를 차지한다.
아스피린과 이부프로펜과 같은 진통제는 긴장성 두통의 치료에 효과적이다. 삼환계 항우울제는 예방에 유용한 것으로 보이다. SSRI, 프로프라놀롤 및 근육 이완제 에 대한 증거는 부족하다.

## 징후 및 증상
국제 두통 장애 분류(International Classification of Headache Disorders ) 3판에 따르면, 다음 기준을 충족해야 한다.
- 기간은 30분에서 7일 사이이다.
- 다음 4가지 특성 중 2가지 이상:
  - 양측 위치
  - 누르거나 조이는(비맥동) 품질
  - 경도 또는 중간 강도
  - 걷거나 계단 오르기와 같은 일상적인 신체 활동에 의해 악화되지 않음
- 다음 두 가지 모두:
  - 메스꺼움이나 구토 없음
  - 광 공포증 (밝은 빛에 대한 민감성) 또는 소리 공포증 (큰 소리에 대한 민감성) 중 하나 이하

## 진단
TTH로 신체 검사는 아마도 두개골 근육 촉진 시 두개주위 압통 또는 광 공포증 또는 소리 공포증의 존재를 제외하고는 정상일 것으로 예상된다.

## 방지
목에 통증 이 있는 경우 좋은 자세가 두통을 예방할 수 있다.
술을 마시면 두통이 더 심해지거나 더 심해질 수 있다.
물을 마시고 탈수를 피하는 것은 긴장성 두통을 예방하는 데 도움이 된다.

## 치료
현재 긴장성 두통의 치료는 물을 마시고 탈수 가 없는지 확인하는 것이다. 물을 마신 사람의 경우 한 시간 이내에 증상이 해결되지 않으면 스트레스 감소 로 문제가 해결될 수 있다.
파라세타몰, 아스피린 또는 NSAID( 이부프로펜, 나프록센, 케토프로펜 )와 같은 일반의약품은 효과적일 수 있지만 기껏해야 일주일에 몇 번만 치료에 도움이 되는 경향이 있다. 위장 문제(궤양 및 출혈)가 있는 사람들에게는 아세트아미노펜이 아스피린보다 더 나은 선택이지만 둘 다 대략 동등한 통증 완화를 제공한다. 특히 하루 3잔 이상의 음료를 섭취하는 사람들과 기존 간 질환이 있는 사람들에게 간 손상을 일으킬 수 있으므로 많은 양의 파라세타몰을 매일 피해야 한다는 점에 유의하는 것이 중요하다. 위에 나열된 NSAID 중 하나인 이부프로펜은 통증 완화를 위한 일반적인 선택이지만 위장 장애를 유발할 수도 있다.